# تشاو لان
تشاو لان هي لاعبة شطرنج صينية، ولدت في 1 يوليو 1963 في الصين.

## وصلات خارجية
- تشاو لان على موقع الاتحاد الدولي للشطرنج (الإنجليزية)
- تشاو لان على موقع مباريات الشطرنج (الإنجليزية)
- تشاو لان على موقع 365Chess.com (الإنجليزية)
- تشاو لان على موقع Chesstempo.com (الإنجليزية)
- تشاو لان سجل أولمبياد الشطرنج للسيدات على موقع OlimpBase.org (الإنجليزية)